# John Jaso
John Edward Jaso (/ˈdʒeɪsoʊ/; nascido em 19 de setembro de 1983) é um jogador profissional de beisebol que atua como primeira base pelo Pittsburgh Pirates da Major League Baseball (MLB). Jaso também atuou como rebatedor designado e catcher em sua carreira, mas parou de atuar como catcher devido a uma contusão. Anteriormente jogou pelas equipes do Tampa Bay Rays, Seattle Mariners e Oakland Athletics. Em 15 de agosto de 2012, foi o catcher do jogo perfeito de Félix Hernández no Seattle Mariners contra sua ex-equipe, o Tampa Bay Rays.